# Kosovaars curlingteam (gemengd)
Het Kosovaars curlingteam vertegenwoordigt Kosovo in internationale curlingwedstrijden.

## Geschiedenis
Kosovo nam voor het eerst deel aan een internationaal curlingtoernooi voor gemengde landenteams in 2019, toen het van de partij was op de vijfde editie van het wereldkampioenschap in deze curlingdiscipline. Kosovo wist één wedstrijd te winnen en eindigde uiteindelijk op de 34ste plek.

## Kosovo op het wereldkampioenschap
| Jaar | Plaats        | Skip           | WG            | W             | V             | PV            | PT            |
| ---- | ------------- | -------------- | ------------- | ------------- | ------------- | ------------- | ------------- |
| 2015 | Geen deelname | Geen deelname  | Geen deelname | Geen deelname | Geen deelname | Geen deelname | Geen deelname |
| 2016 | Geen deelname | Geen deelname  | Geen deelname | Geen deelname | Geen deelname | Geen deelname | Geen deelname |
| 2017 | Geen deelname | Geen deelname  | Geen deelname | Geen deelname | Geen deelname | Geen deelname | Geen deelname |
| 2018 | Geen deelname | Geen deelname  | Geen deelname | Geen deelname | Geen deelname | Geen deelname | Geen deelname |
| 2019 | 34            | Peter Andersen | 7             | 1             | 6             | 17            | 69            |
| 2022 | Geen deelname | Geen deelname  | Geen deelname | Geen deelname | Geen deelname | Geen deelname | Geen deelname |
| 2023 | Geen deelname | Geen deelname  | Geen deelname | Geen deelname | Geen deelname | Geen deelname | Geen deelname |
| 2024 | Geen deelname | Geen deelname  | Geen deelname | Geen deelname | Geen deelname | Geen deelname | Geen deelname |